# Попак Тауншип (округ Вейн, Пенсільванія)
Попак Тауншип (англ. Paupack Township) — селище (англ. township) в США, в окрузі Вейн штату Пенсільванія. Населення — 3676 осіб (2020).

## Демографія
Згідно з переписом 2010 року, у селищі мешкало 3828 осіб у 1643 домогосподарствах у складі 1172 родин. Було 4030 помешкань
Расовий склад населення:
| - 97,3 % — білих - 1,1 % — чорних або афроамериканців - 0,4 % — азіатів - 0,1 % — корінних американців |

До двох чи більше рас належало 0,7 %. Частка іспаномовних становила 3,4 % від усіх жителів.
За віковим діапазоном населення розподілялося таким чином: 17,1 % — особи молодші 18 років, 58,2 % — особи у віці 18—64 років, 24,7 % — особи у віці 65 років та старші. Медіана віку мешканця становила 51,1 року. На 100 осіб жіночої статі у селищі припадало 96,6 чоловіків;  на 100 жінок у віці від 18 років та старших — 97,3 чоловіків також старших 18 років.
Середній дохід на одне домашнє господарство  становив 76 095 доларів США (медіана — 56 563), а середній дохід на одну сім'ю — 83 030 доларів (медіана — 61 290). Медіана доходів становила 44 904 долари для чоловіків та 30 018 доларів для жінок. За межею бідності перебувало 12,1 % осіб, у тому числі 33,9 % дітей у віці до 18 років та 5,6 % осіб у віці 65 років та старших.
Цивільне працевлаштоване населення становило 1670 осіб. Основні галузі зайнятості: освіта, охорона здоров'я та соціальна допомога — 21,2 %, роздрібна торгівля — 13,7 %, мистецтво, розваги та відпочинок — 11,6 %, будівництво — 11,4 %.